# Catamenia analis
El semillero colifajado o colifajeado (en Ecuador) (Catamenia analis), también denominado semillero coliblanco o chisga coliblanca (en Colombia), picodeoro chico, piquitodeoro chico o común (en Argentina), semillero de cola bandeada (en Perú) o simplemente semillero (en Chile), es una especie de ave paseriforme de la familia Thraupidae, perteneciente al género Catamenia. Es nativa de América del Sur.

## Distribución y hábitat
Se distribuye priincipalmente a lo largo de la cordillera de los Andes y adyacencias, desde el noreste de Colombia, por Ecuador, Perú, Bolivia, hasta el extremo norte de Chile (Tarapacá) y centro sur de Argentina (Neuquén y La Pampa).
Esta especie es común y ampliamente diseminada en sus hábitats naturales: una variedad de matorrales y áreas cultivadas, principalmente en altitudes entre 1000 y 3600 m, más bajo en el oeste de Perú y en Argentina.

### Descripción original

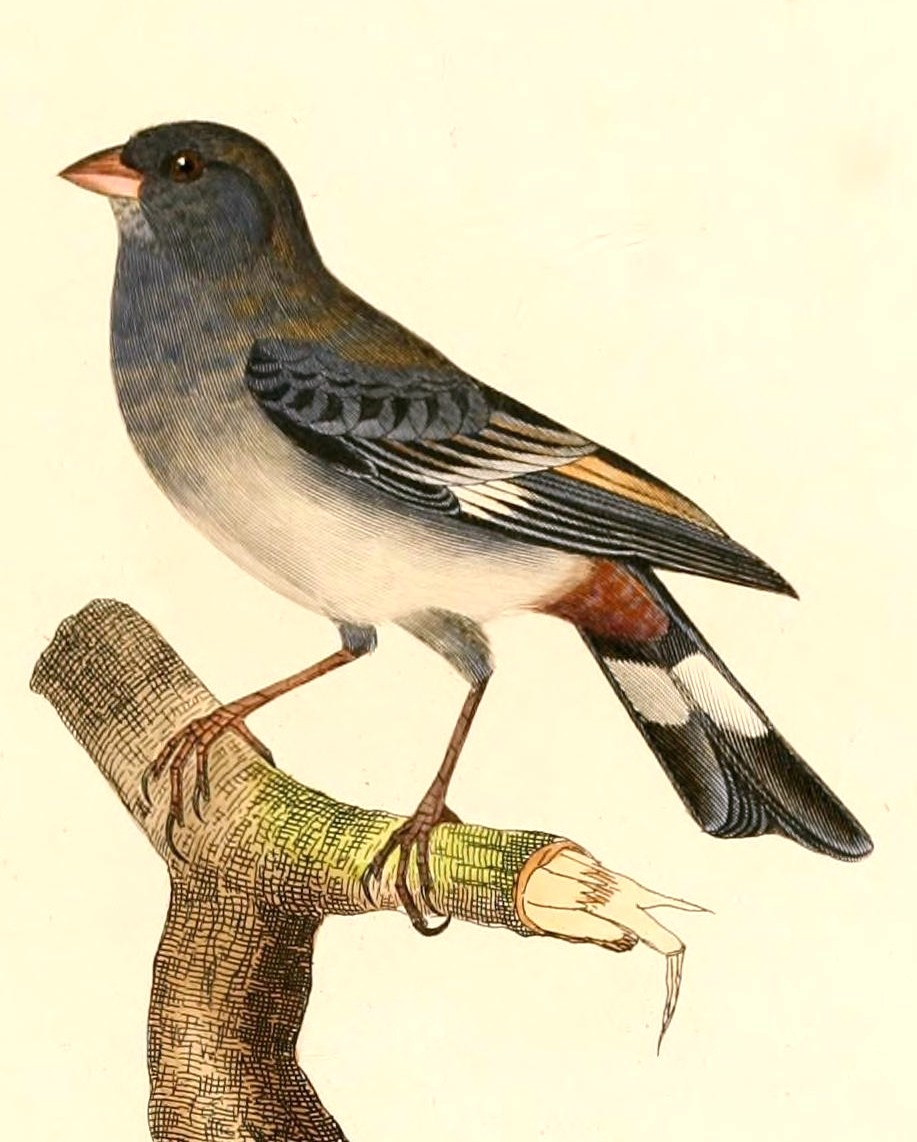
Linaria analis, ilustración en d'Orbigny Voyage dans l'Amérique méridionale, 1847.

La especie C. analis fue descrita por primera vez por los ornitólogos franceses Alcide d'Orbigny y Frédéric de Lafresnaye en 1837 bajo el nombre científico Linaria analis; su localidad tipo es: «Sicasica y Cochabamba, Bolivia».

### Etimología
El nombre genérico femenino Catamenia deriva del griego «katamēnia» que significa ‘menstrual’, en referencia a las subcaudales rojizas de estas especies; y el nombre de la especie «analis» del latín moderno (derivado de «anus, ani»: ano) que significa relativo a las subcaudales.

### Taxonomía
Los amplios estudios filogenéticos recientes demuestran que la presente especie es hermana del par formado por  Catamenia homochroa y C. inornata. La forma descrita C. a. subinsignis se considera incluida en la nominal.

### Subespecies
Según las clasificaciones del Congreso Ornitológico Internacional (IOC) y Clements Checklist/eBird v.2019 se reconocen siete subespecies, con su correspondiente distribución geográfica:
- Catamenia analis alpica Bangs, 1902 – Sierra Nevada de Santa Marta, noreste de Colombia.
- Catamenia analis schistaceifrons Chapman, 1915 – Andes orientales del centro de Colombia.
- Catamenia analis soderstromi Chapman, 1924 – Andes del norte de Ecuador (Imbabura hasta Chimborazo).
- Catamenia analis insignis J.T. Zimmer, 1930 – pendiente oriental de los Andes de Perú (Cajamarca hasta Áncash).
- Catamenia analis analoides (Lafresnaye), 1847 – pendiente occidental de los Andes de Perú (Piura hasta Ayacucho).
- Catamenia analis griseiventris Chapman, 1919 – Andes del sureste de Perú (Cuzco).
- Catamenia analis analis (Orbigny & Lafresnaye), 1837 –  Andes del norte de Chile hasta el centro de Bolivia y Argentina.